# 조혜림
조혜림(1985년 3월 20일 ~ )는 대한민국의 스타크래프트 프로게이머이다.

## 경력

### 여성부 대회
- 2005년 스카이라이프배 game TV 스타리그 여성부 8강 (패자조 4강 2차 vs 강현 패)
- 2006년 스카이라이프배 game TV 레이디스 스타 챔피언십 8강 (vs 강미애 패)

## 기타
- 이후 중학교 과학 교사가 되었으며, 게임관련 유튜브 채널도 운영하였으나 현재는 남아있는 영상이 없다.